# Castillo de San Fernando (Alicante)
El castillo de San Fernando (en valenciano, Castell de Sant Ferran) es un castillo localizado en la ciudad española de Alicante. Recibe su nombre en honor a Fernando VII.

## Historia

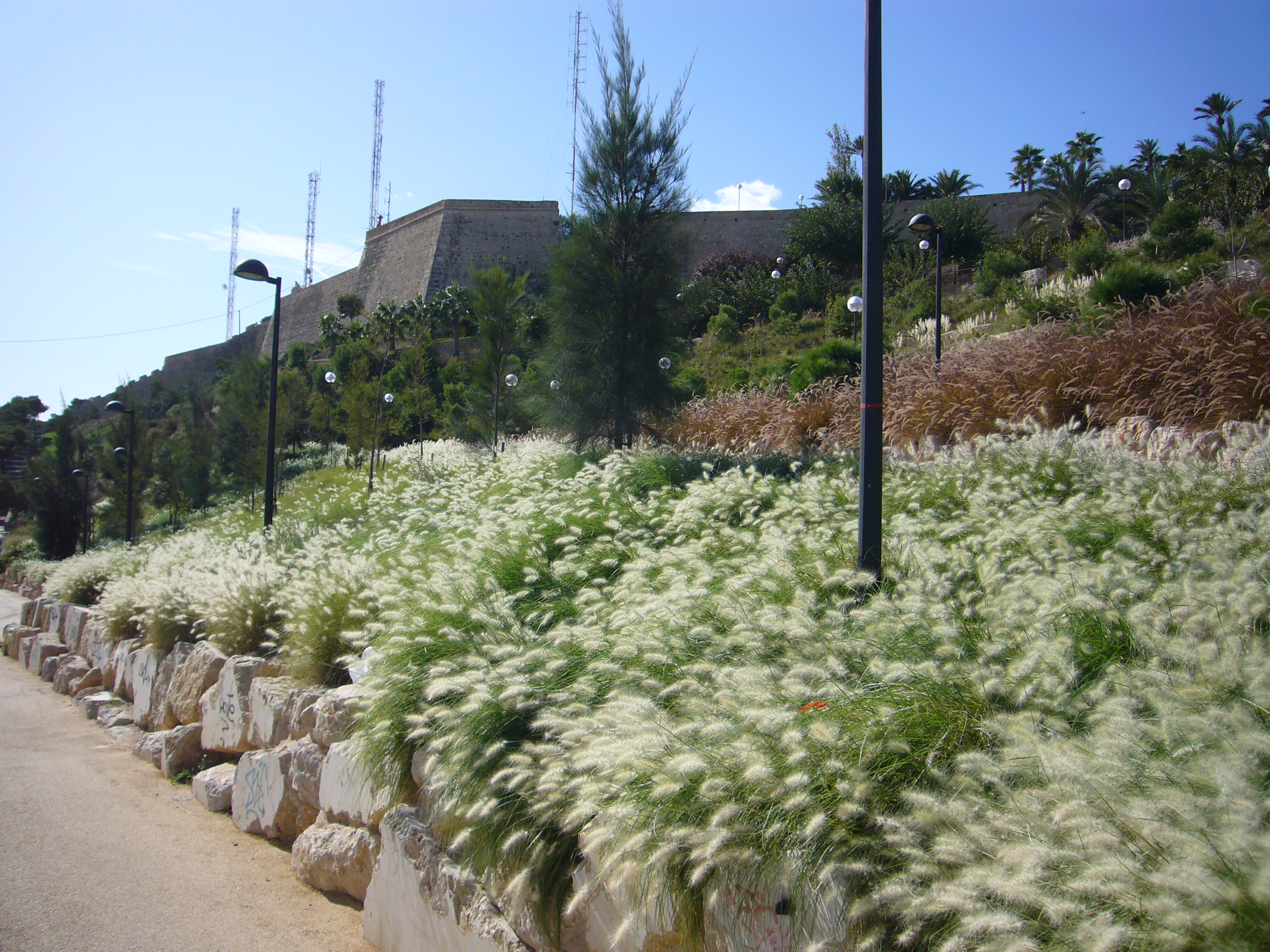
Vista parcial del castillo

Se construyó sobre el Monte Tossal, también conocido como Cerro de San Fernando, durante la guerra de la Independencia contra los franceses en el año 1813 según el proyecto del ingeniero militar Pablo Ordovás y Sastre, por entonces comandante de ingenieros de la plaza de Alicante. Se hizo con el propósito de ser una prisión y para reforzar las posibilidades de defensa del castillo de Santa Bárbara. Nunca llegó a entrar en servicio, ya que en Alicante no llegó a haber ocupación francesa, eso sí, por poco, pues el general francés Louis-Pierre Montbrun bombardeó la ciudad el 16 de enero de 1812 desde la zona del Altozano (cerca de la iglesia de Los Ángeles). Según parece, fue un adelanto del ataque real que pretendía efectuar para tomar la ciudad, que no se produjo porque el general y sus tropas ese mismo día se fueron a Francia, requeridas para la invasión de Rusia. Fue una obra que se construyó deprisa y mal, pues al poco tiempo empezó a mostrar deficiencias, además de ser militarmente inútil, a la vez que costosa. Junto al acceso al castillo se encuentra el Monumento a los Héroes Alicantinos de la Independencia.
En 1939 las tropas franquistas, con la toma de la ciudad al final de la Guerra Civil, utilizaron la fortificación como campo de concentración para albergar la enorme cantidad de prisioneros republicanos en su poder. Desempeñó esta función hasta finales de ese mismo año.
En la década de 1990 se construyó un parque temático sobre el Monte Tossal que, debido a movimientos de tierras en la ladera del monte, tuvo que ser desmantelado para construir el actual parque, el Parque Monte Tossal. 
En la actualidad, en las laderas del monte está la ciudad deportiva de Alicante, el conservatorio de música Óscar Esplá, también se encuentran el Parque del Doctor Rico que conserva la estatua del Doctor Rico obra de Daniel Bañuls, impulsor de la reforestación del Monte Tossal a principios del siglo XX, y el IES Jorge Juan.
Otro de los monumentos situados en los alrededores del castillo, es la denominada Cruz del Siglo levantada en 1901 y reconstruida en 1940 para conmemorar la entrada en el siglo XX. En uno de los  accesos al castillo desde el barrio de San Fernando se encontraba el busto de Heliófilo, obra del escultor José Samper. Tras la guerra civil fue desmontado, ignorándose su paradero actual.

## Descripción y características

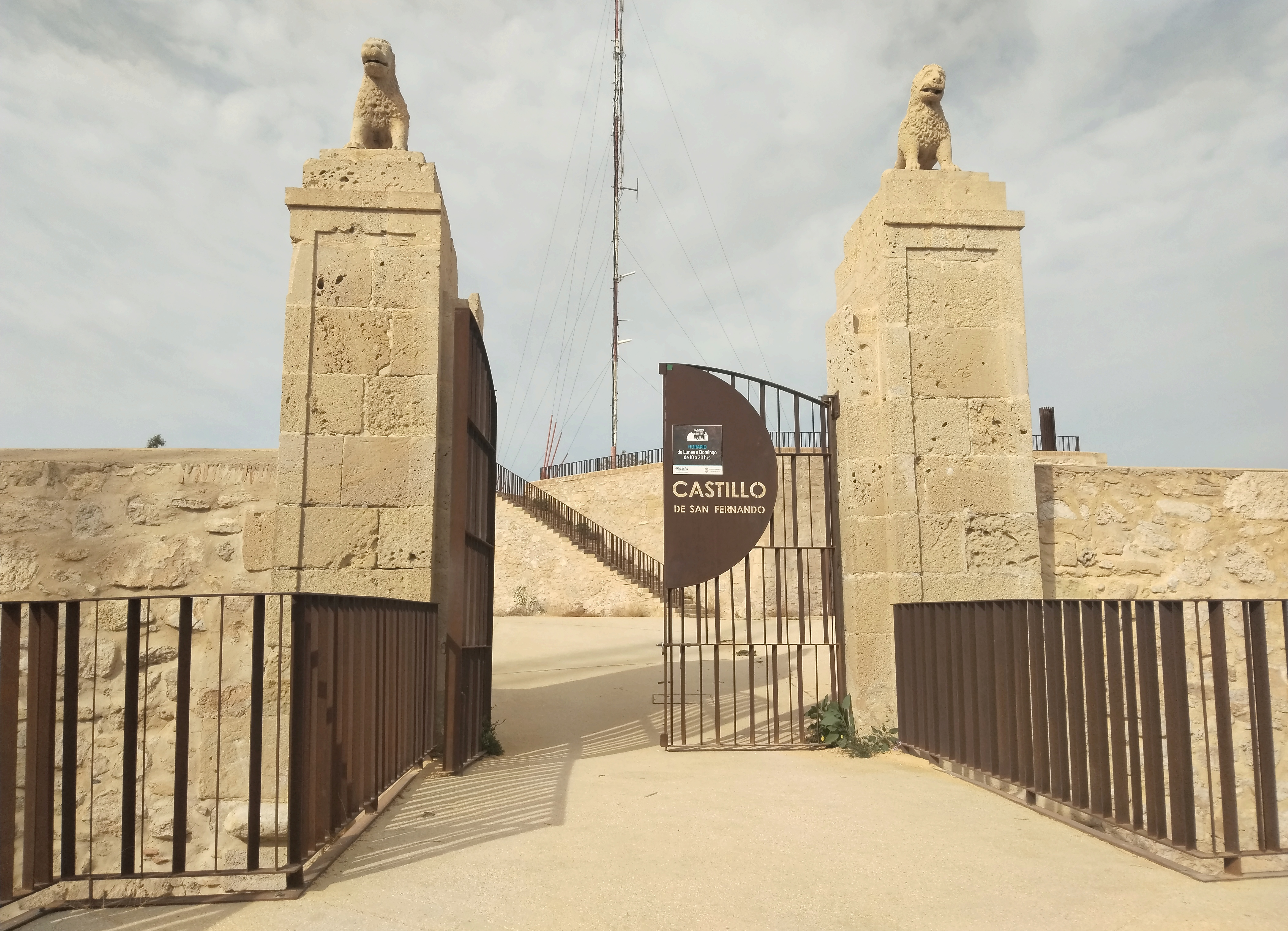
Puerta de los Leones del Castillo de San Fernando

El trazado de esta fortaleza es irregular, adaptándose a la topografía del cerro sobre el que se asienta. Consta de un baluarte poligonal geométrico en el frente septentrional y otro redondeado troncocónico en su extremo suroeste –conocido popularmente como "el yogur"– que estaban unidos por cortinas de trazado quebrado. Contaba además con dos medios baluartes y otro de reducidas dimensiones situados en los frentes más vulnerables del monte. Únicamente en esta zona se construyó un foso, ya que el resto quedaba protegido por el escarpe rocoso. Se realizaron también, bajo todo su terraplén, bóvedas a prueba del fuego artillero y una cisterna. En su interior albergaba las dependencias para el alojamiento de las tropas. 
Dispone de tres accesos. El principal comienza en el ensanche de Alicante, entre los barrios de Campoamor y Mercado, con una rampa, que originalmente fue en zigzag, de una pendiente muy pronunciada que termina en la Puerta de los Leones, a la que se accedía desde la rampa por un puente levadizo.
La puerta consiste en dos machones prismáticos, sobre los que se apoyan sendos pedestales con las esculturas de los leones de piedra, sentados sobre sus cuartos traseros con la boca ligeramente abierta y la melena erosionada, que posiblemente no correspondan a la obra primitiva.